# 포인트엔지니어링
포인트엔지니어링(Point Engineering)는 대한민국의 기업이다. 본사는 충청남도 아산시 둔포면 아산밸리로 89에 위치해 있다. 대표이사는 안범모이다. 알루미늄 가공, 표면처리를 통해 CVD(Chemical Vapor Deposition; 화학증착)와 식각장비의 핵심 부품인 Susceptor, Diffuser, Shadow Frame 등을 제조한다  해외 디스플레이 장비사들이 주 고객사이며 디퓨저 기준 매출의 90% 이상이 수출액이다.

## 상장
2019년 7월 엔에이치기업인수목적10호(주)와 스팩합병을 통해 코스닥 시장에 상장하였다.

## 참고 문헌
1. ↑  포인트엔지니어링 IR자료
2. ↑  안종하, 한국IR협의회 기술분석보고서-포인트엔지니어링, 2021년 9월 9일
3. ↑  김진원, 반도체 검사용 핀 산업 게임체인저 포인트엔지니어링, 한국경제, 2022년 5월 1일